# روح (مسلسل)
روح هو مسلسل درامي عراقي يتألف من خمس عشرة حلقة تم بثه في رمضان 2024 على قناة الشرقية ومنصة 1001. من تأليف الكاتب محمد خماس وبطولة وإخراج حسن حسني، ومن إنتاج قناة الشرقية. حقق العمل مشاهدة وإشادة كبيرة كونه أول عمل عراقي يتناول قضية أطفال متلازمة داون وقضايا التحرش التي يتعرض لها الأطفال.

## القصة
تدور أحداث العمل حول روح الطفلة ذات الاثني عشرة أعوام والمصابة بـ متلازمة داون يتيمة الأب وتعيش مع والدتها وإخوتها في كنف جدها يونس الذي يدير مع عمها محلا لبيع الخضار والفواكه في الحي الشعبي. وفي يوم زفاف أخت روح الكبرى تصاب روح التي تعاني من أزمة قلبية بوعكة صحية، تنقل على أثر ذلك إلى المستشفى وهناك يتفاجأ الجميع بأن الطفلة روح حامل بشهرها الثاني وان الجنين ميت في بطنها إذ يتبين لاحقا أن الطفلة قد تعرضت للاغتصاب ولا يعرف من هو الفاعل. وفي قالب مليء بالتشويق والإثارة والتعاطف تدور أحداث الحبكة الدرامية

## أبطال العمل
| التسلسل | الممثل      | الدور     |
| ------- | ----------- | --------- |
| 1       | حسن حسني    | الجد يونس |
| 2       | زهراء غازي  | روح       |
| 3       | إياد الطائي | مفوض فاضل |
| 4       | صبا إبراهيم | شيرين     |
| 5       | مرتضى حنيص  | قتيبة     |
| 6       | غانم حميد   | أبو نصير  |
| 7       | جمان كاظم   | نورة      |
| 8       | عادل عثمان  | ليث       |
| 9       | كريم محسن   | العقيد    |
| 10      | أحلام عرب   | أم فاضل   |